# Chaleux

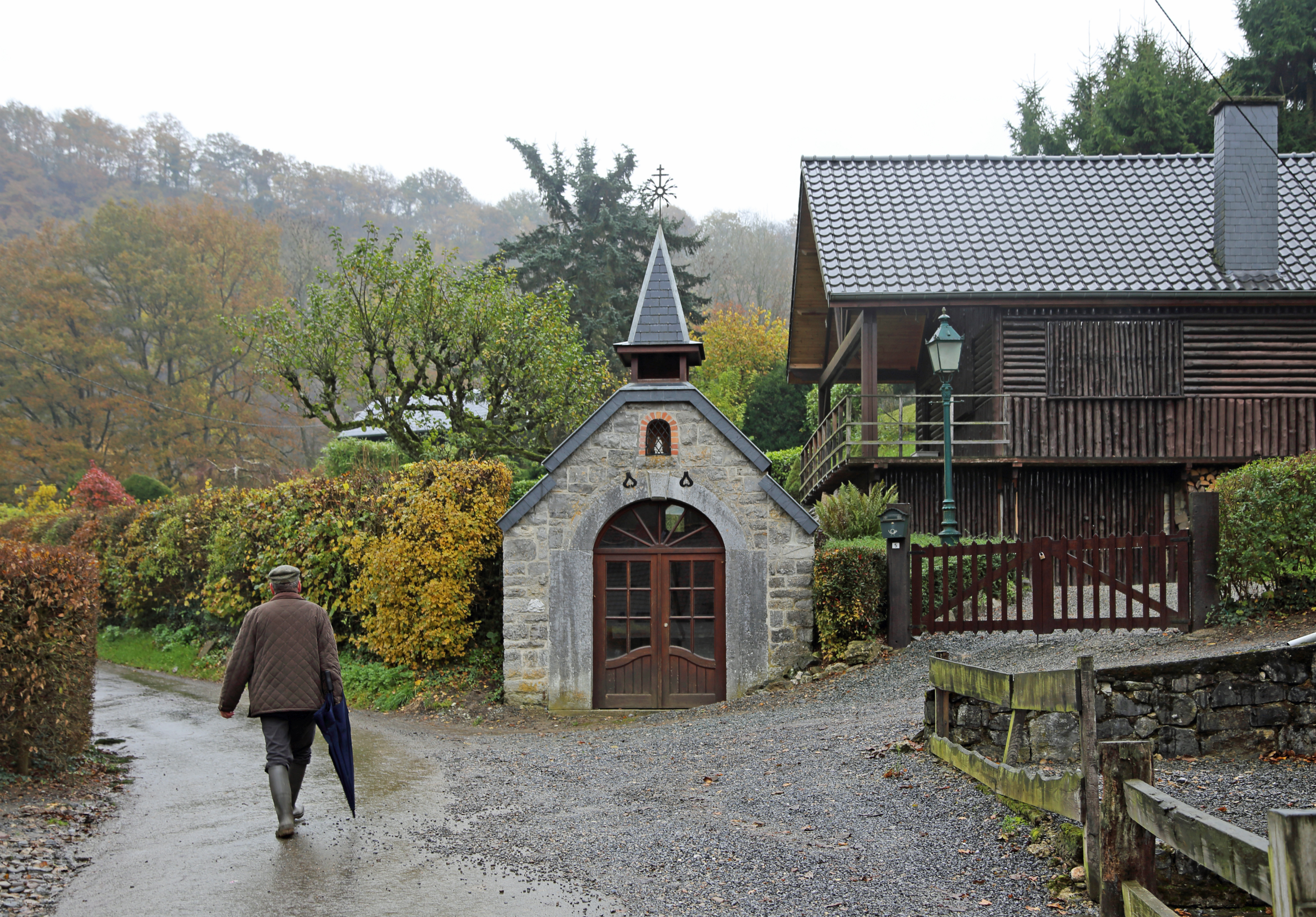
De Sint-Niklaaskapel in Chaleux

Chaleux is een gehucht van Hulsonniaux, deelgemeente van de Belgische gemeente Houyet in de provincie Namen. Het bestaat uit een achttal woningen, die meest als buitenverblijf gebruikt worden, en een kapel: de Chapelle Saint-Nicolas.

## Uitzonderlijk landschap
Het gehucht is gelegen aan de binnenkant van een bocht van de Lesse. Aan de overzijde heeft de rivier in de kalksteenrotsen een ketelvormig dal uitgeschuurd (de Cirque de Chaleux) met steile, beboste wanden en enkele opvallende naaldvormige rotsen (de Aiguilles de Chaleux). Hierdoor heeft de plek een zeer grote natuur- en landschappelijke waarde. De hele zone van de halfcirkelvormige rotswand is dan ook door de Waalse overheid beschermd als landschap – met de vermelding patrimoine exceptionnel (buitengewoon erfgoed) – en als bijzonder natuurgebied of Site de Grand Intérêt Biologique (SGIB), d.w.z. "plaats van hoog biologisch belang".

## Prehistorische vindplaats
Net zoals in het naburige Furfooz zijn er ook in Chaleux natuurlijke grotten die in de prehistorie bewoond waren. In de belangrijkste, de Trou de Chaleux, werden al in de jaren zestig van de 19de eeuw opgravingen verricht door de archeoloog Edouard Dupont. Deze brachten grote hoeveelheden vondsten uit het Laat-paleolithicum aan het licht, zoals vuurstenen gebruiksvoorwerpen, afval van vuursteenbewerking (afslagen), geweien en talrijke botten, waarvan een aantal met kunstige inkervingen versierd.

## Toerisme en recreatie
Vanwege de landschappelijke waarde ligt Chaleux op diverse wandelroutes, waaronder het Grote Routepad 126. Ook voor de kajakkers die 's zomers in grote aantallen de Lesse afvaren is het een geliefkoosde halteplaats door de aanwezigheid van een keienstrandje. In de jaren tachtig en negentig van de 20ste eeuw was er naast de Lesse bovendien een ruim terras gevestigd, waar in het toeristisch seizoen dranken en frites verkocht werden, hetgeen een extra aantrek betekende.
In Chaleux passeert ook spoorlijn 166, die daar middels een hoge spoorbrug de Lesse kruist. Maar een station of halteplaats is er nooit geweest.

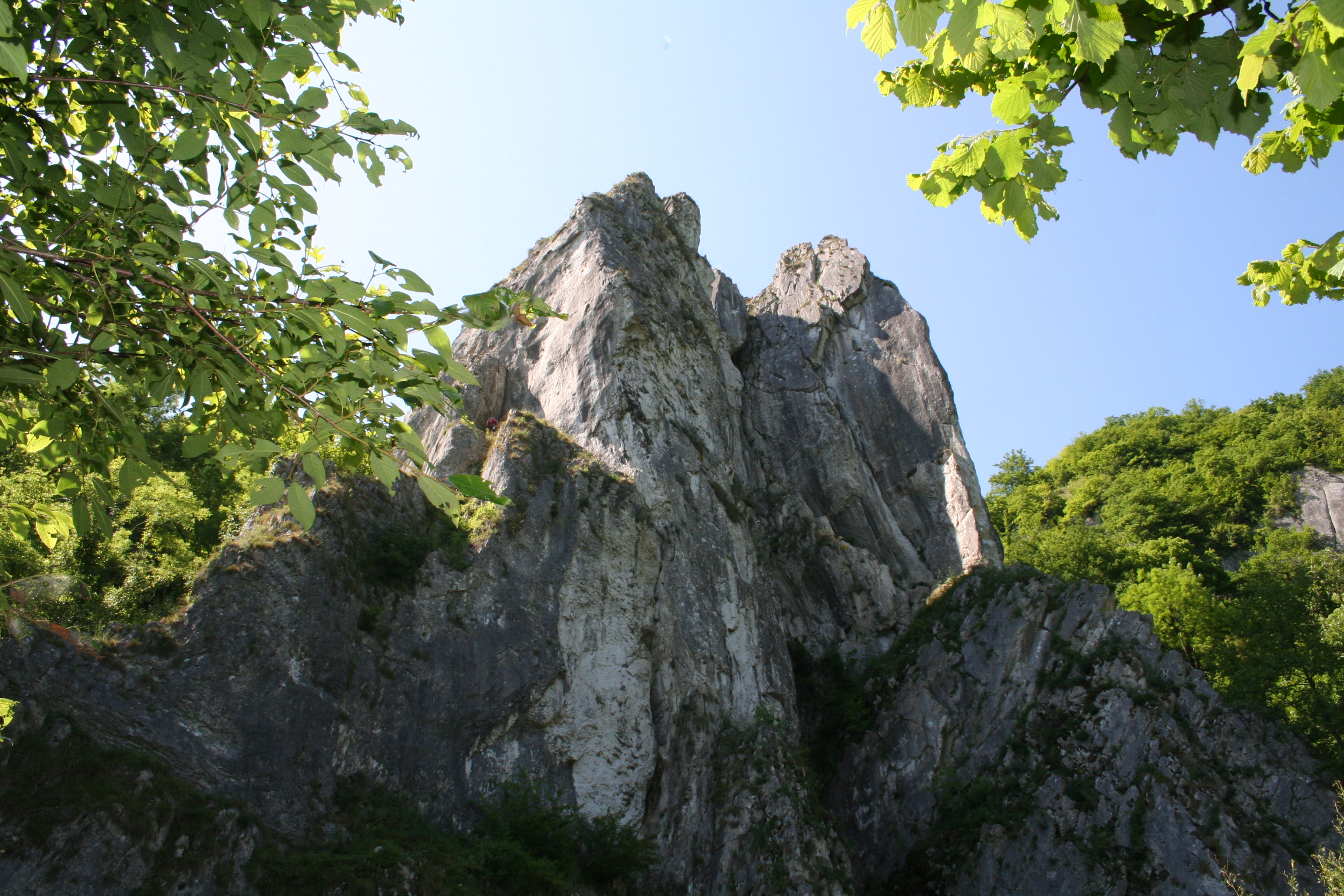
De Aiguilles de Chaleux
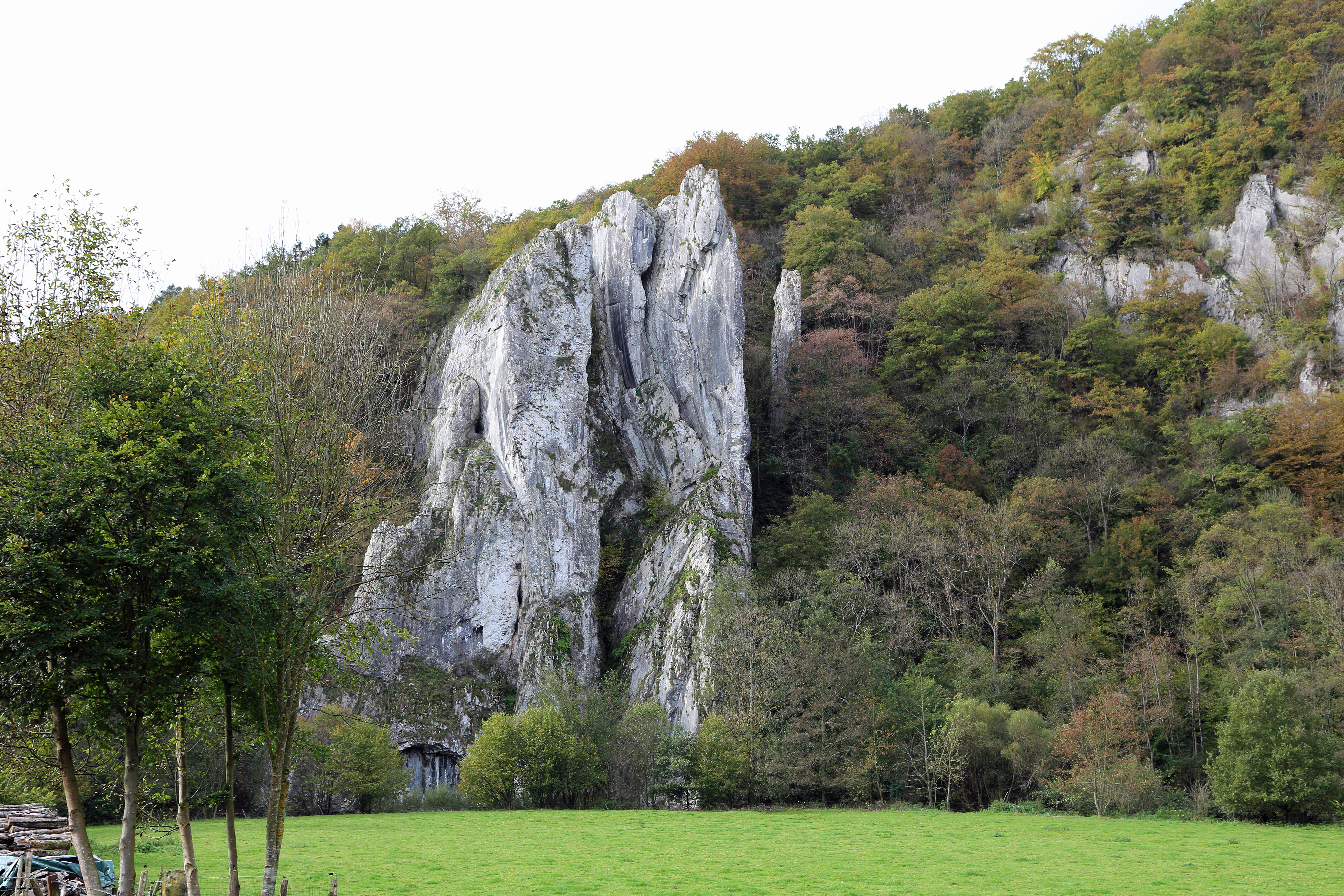
De Aiguilles de Chaleux
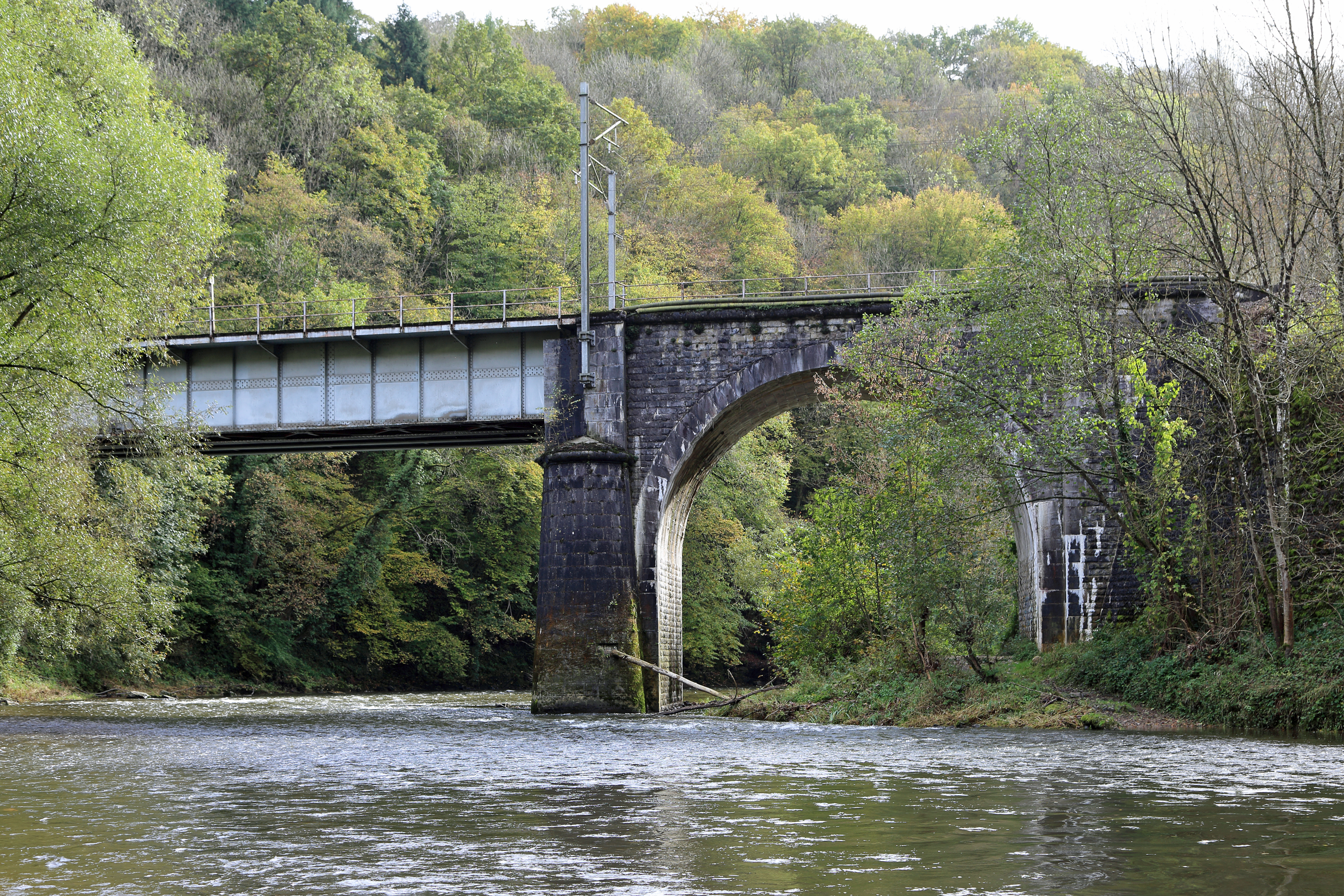
Spoorbrug over de Lesse